# 北京王府井银泰in88

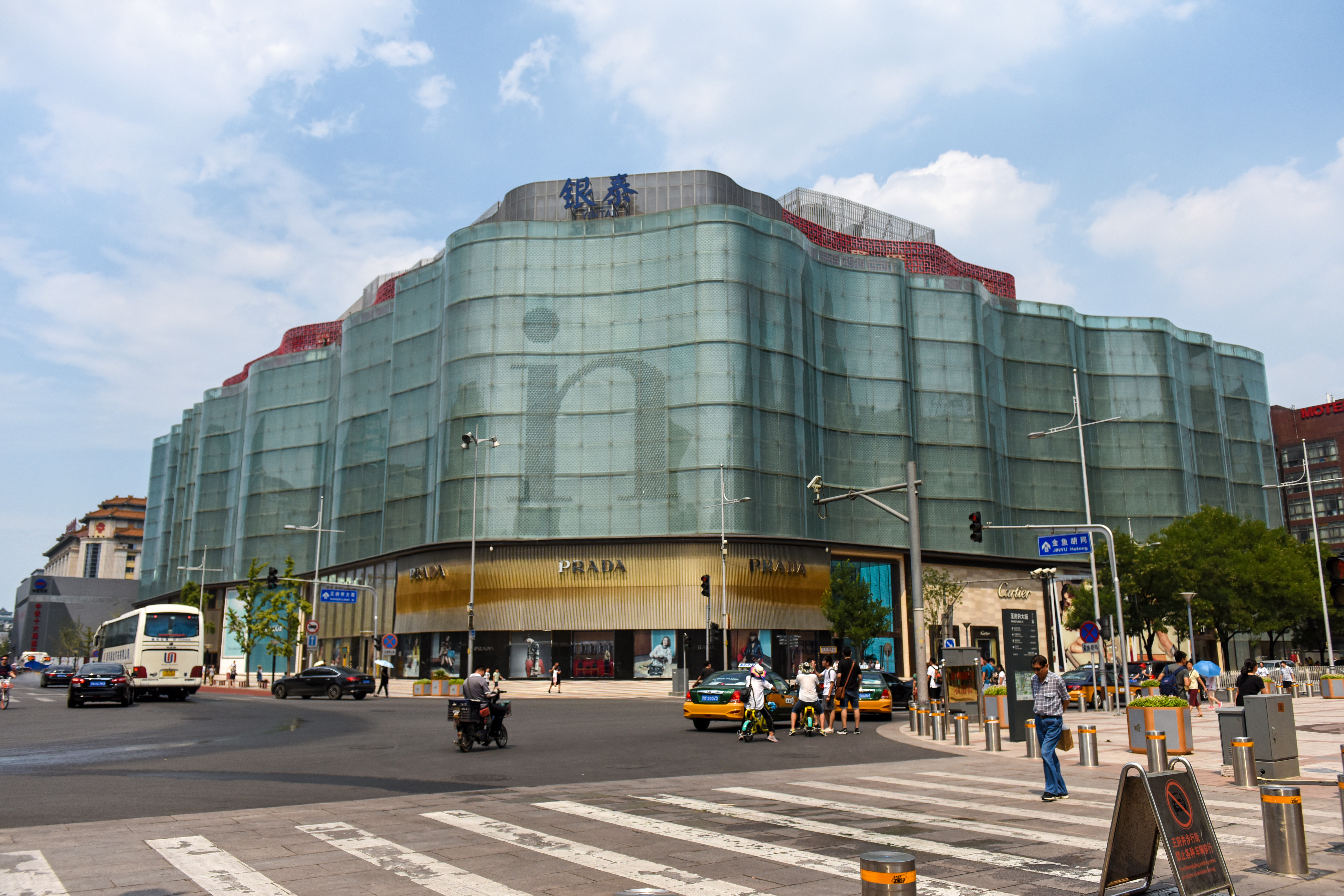
摄于2017年8月

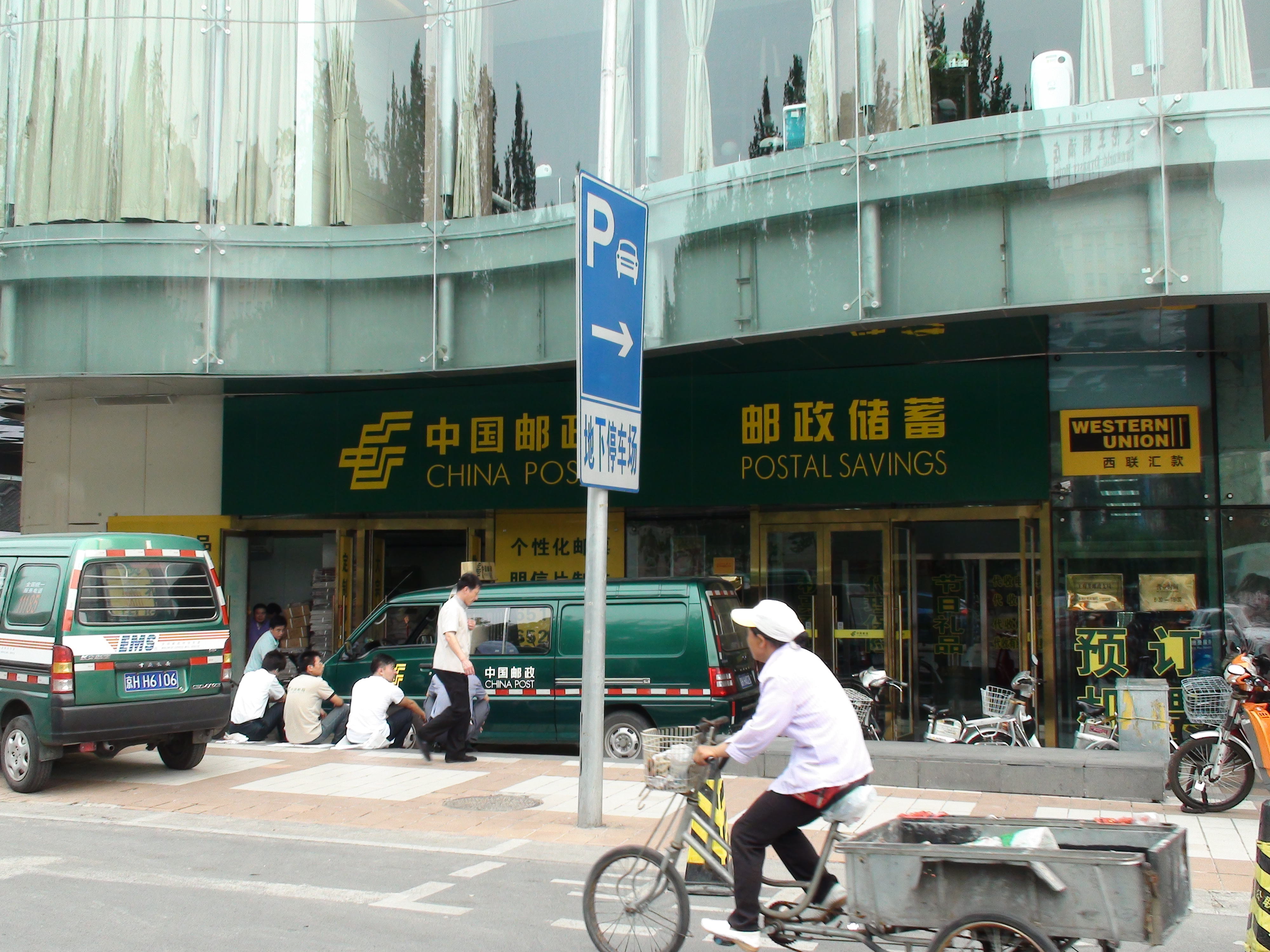
大厦一层的王府井邮局

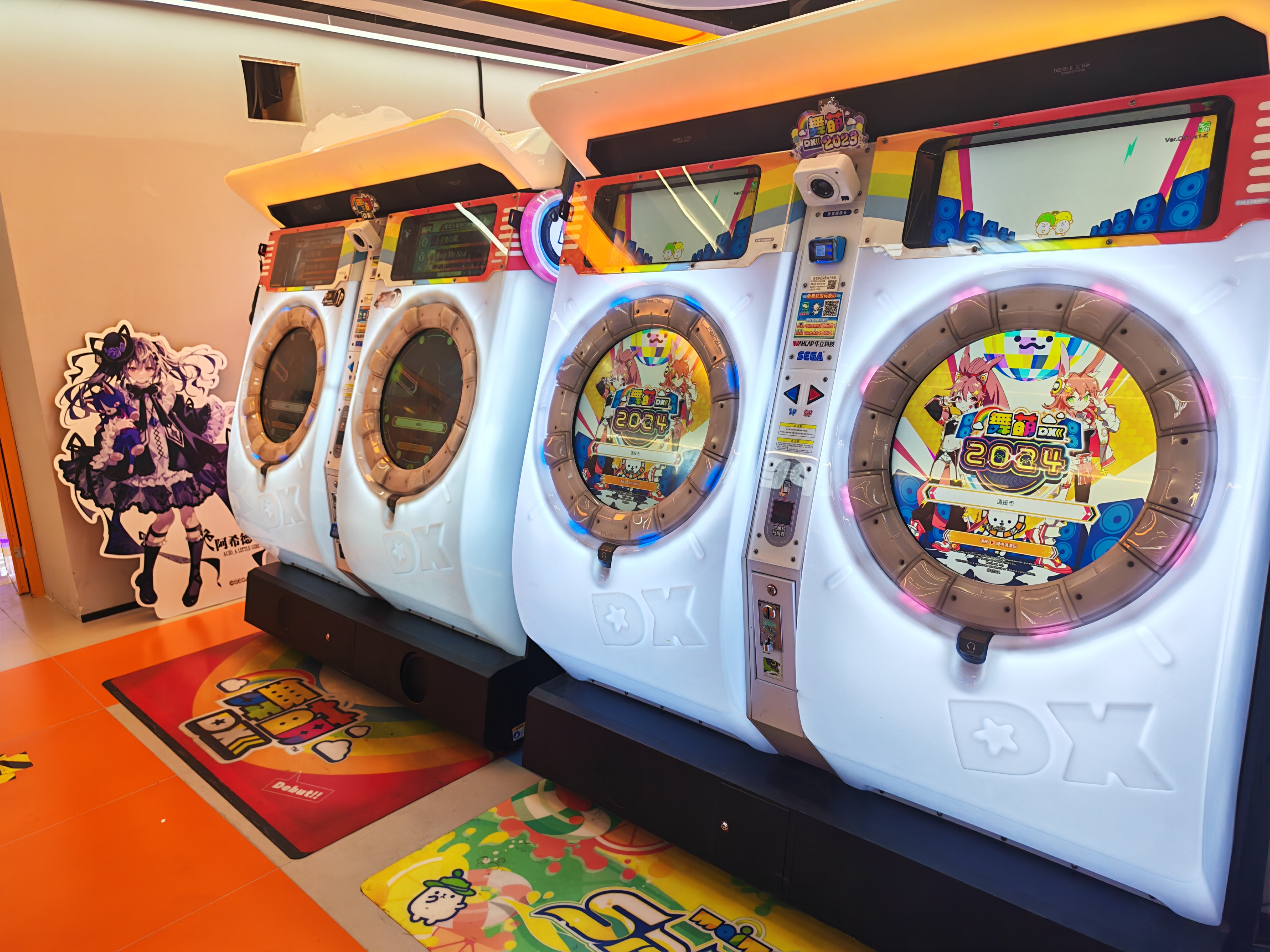
大厦内的两台《舞萌DX》

北京王府井银泰in88，位于北京市东城区王府井大街88号，是一家百货商店。该店所在大厦名为吉祥大厦。吉祥大厦和该店均属中国银泰投资有限公司（简称“银泰集团”）旗下。

## 简介
该商场所在地原来为“绿屋”，是一个服装市场，主体建筑是钢架结构的三层楼，属于临时建筑。1997年，绿屋的业主将该临时建筑委托北京春天商业发展有限公司管理。北京春天商业发展有限公司将此处改设为北京绿屋百货商场。1998年1月18日，北京绿屋百货商场开业。绿屋百货开业后，名动一时，获利颇丰。但原定使用期限为五年的“绿箱子”外形的临时建筑，因为王府井总体规划而在两年多后的2001年遭提前拆除。
始建于1906年的吉祥戏院，于1994年因王府井商业街改造而遭拆除。1999年，吉祥戏院重建被提上王府井地区改造的日程。2001年，吉祥大厦已由北京市计委批准立项，2006年动工兴建。吉祥大厦位于绿屋百货的旧址上，由一家香港集团和三家内地公司投资开发。吉祥大厦建成后，本来内部预留了吉祥戏院的位置，但吉祥戏院一直未能开业，2021年5月1日内部试运营演出，此后原定5月23日开业，但因设施不完善而延至2021年7月9日开业。
1995年，龚如心以私人持23.1%股权的香港上市公司丹枫控股开始在北京投资房地产，先后投资了绿屋百货、丹耀大厦、吉祥大厦等项目。2007年6月14日，北京市第二中级人民法院以民事裁定书宣告北京丹耀房地产有限公司破产，丹枫控股有限公司对正在拍卖清算当中的丹耀大厦再无兴趣。而且丹枫控股2007年年报显示，2007年2月，其全资子公司多宝龙以1.3亿元将吉祥大厦的股权出售给中国银泰集团；西单项目出售给中国联通等公司。这说明丹枫控股已撤出其在中国内地的大部分房地产投资项目。
2008年8月，韩国乐天百货与中国银泰集团合作，以50:50的投资比例在吉祥大厦开设“乐天银泰百货”。此为韩国百货第一次进军中国市场。但是，自第一年亏损172亿韩元起，2009年、2010年、2011年又接连亏损，累计亏损达到1134亿韩元。2012年6月，乐天百货撤出，由银泰集团独自运营该百货商店。
该商场开业初期，曾独家引进韩国多个一线品牌。但王府井的顾客主要是游客，对韩国品牌的认知度低，所以该商场2011年更换了一百多家韩国品牌，转型为高端商场。2011年底，该商场再度更换品牌。2014年，该商场更名为“in88”。
2009年，银泰百货发布公告称，乐天银泰百货50%的股份以1元人民币的价格售予中国银泰投资有限公司。2014年，随着该商场更名为“in88”，该商场又被转给银泰集团下属的北京裕盛银泰商业管理顾问有限公司。